# Ricardo Roa
Ricardo Roa Barragán es un ingeniero mecánico colombiano, es el presidente de la estatal petrolera colombiana Ecopetrol, desde el 24 de abril de 2023.
En su trayectoria profesional se ha desempeñado como alto directivo de empresas de energía y gas en Colombia, Guatemala, Perú, Honduras y Brasil.
Roa Barragán ha sido gerente comercial y gerente general de la Electrificadora de Santander, director de comercialización y gerente de negocios de energía de los ingenios Incauca y Providencia, presidente de la transportadora de gas TGI, presidente del Grupo Energía Bogotá, gerente general de Controles Eléctricos de Colombia, presidente de la Central Termoeléctrica La Luna, gerente general de la Empresa de Energía de Honduras y actualmente es el presidente de Ecopetrol S.A.

## Biografía
Ricardo Roa Barragán es ingeniero mecánico de la Universidad Nacional de Colombia y cuenta con una Especialización en Gerencia de Proyectos de Ingeniería de la Pontificia Universidad Javeriana.
Entre 1992 y 1997, Roa se desempeñó como ingeniero de proyectos de la firma AENE Consultoría. De febrero de 1997 a octubre de 1998, Roa Barragán se vinculó a la Superintendencia de Servicios Públicos Domiciliarios.
De 1993 a 2003 se desempeñó en la Dirección Sectorial de Energía y Gas de la Asociación Nacional de Servicios Públicos Domiciliarios y Actividades Complementarias e Inherentes (Andesco). En 2003, Roa Barragán ingresó a la Electrificadora de Santander S.A. E.S.P. como Gerente de Comercialización y Mercadeo. También, se desempeñó también en la Organización Ardila Lülle como Director de Comercialización de Energía y Gerente de Negocios de Energía.
Entre marzo de 2012 y septiembre de 2014, Ricardo Roa se desempeñó como Presidente de la Transportadora de Gas Internacional – TGI -. De 2014 a 2016, Roa presidió la Empresa de Energía de Bogotá S.A. E.S.P., Casa Matriz del Grupo Energía Bogotá.
Entre 2017 y 2019, Roa fue Gerente General de Controles Eléctricos de Colombia (Celco SAS) y Presidente de la Central Termoeléctrica La Luna SAS.
De abril de 2019 a enero de 2022, Ricardo Roa estuvo a cargo de la Gerencia General de la Empresa de Energía de Honduras (EEH).
En abril de 2024, Ricardo Roa Barragán fue nombrado como Presidente de Ecopetrol S.A. por parte de la Junta Directiva de esta Compañía.

## Polémicas
Ricardo Roa Barragán a través de su trayectoria profesional ha estado inmerso en las siguientes polémicas:
Investigación por financiación de campaña: La Procuraduría General de la Nación abrió una investigación formal contra Roa por presuntas irregularidades en la financiación de la campaña presidencial de Gustavo Petro. Se investigan posibles ingresos de recursos de origen cuestionable, así como también una presunta violación de topes monetarios y la transparencia en la rendición de cuentas.
Compra de apartamento de lujo: Roa adquirió un apartamento de lujo en Bogotá por 1.800 millones de pesos a través de una empresa en las Islas Vírgenes Británicas. Esta transacción levantó sospechas sobre la transparencia y posibles conflictos de interés, ya que el apartamento pertenecía a Serafino Iacono, un conocido empresario del sector de hidrocarburos.
Conflictos en la Empresa Energía Honduras (EEH): Durante su gestión en la EEH, Roa tuvo una fuerte confrontación con el gobierno hondureño, lo que culminó en una demanda internacional por US$805 millones. Este conflicto se debió a desacuerdos sobre la gestión y los resultados de la empresa, aunque ante el cambio de gobierno de Honduras, se abrió la posibilidad a una renegociación del contrato, sin embargo, Roa renunció el 22 de enero de 2022 para ser el gerente de la campaña presidencial de Gustavo Petro. 
Contratación de su pareja sentimental: Ha sido criticado por la contratación de su pareja en distintas entidades del Estado, lo que ha sido visto como un posible caso de nepotismo.